# ابوالعلاء معری
ابوالعَلاء مَعَرّی (به عربی: أبو العلاء المعری) یا ابوالعلی معری با نام کامل أحمد بن عبدالله بن سلیمان القضاعی التنوخی المعری (۳۶۳ — ۴۴۹ هجری)، شاعر و فیلسوف نابینای عرب، در روز جمعه ۲۷ ربیع‌الاول سال ۳۶۳ هجری (۹۷۳ میلادی) در شهر معره نعمان در نزدیکی شهر حلب در سوریه به دنیا آمد و در سال ۴۴۹ هجری (۱۰۵۸ میلادی) در همین شهر درگذشت.
وی به رهین المحبسین (به معنای گروگان دو زندان) ملقب بود. با اینکه او در نه سالگی خیام درگذشته است، اما در بین ادیبان به خیام عرب شهرت دارد.
با وجود باورهای ضد دینی‌اش، امروزه از او به عنوان یکی از بزرگ‌ترین شاعران عرب یاد می‌شود.

## شرح حال
در سن چهار سالگی مبتلا به بیماری آبله شد و در اثر این بیماری نابینا گشت. ابوعلا قرآن را به چند روایت نزد شیوخ شهر فرا گرفت و لغت و نحو را نزد پدر آموخت. وی در یازده سالگی سرودن شعر را آغاز کرد. سپس جهت کسب علم به حلب، انطاکیه، لاذقیه و طرابلس سفر کرد و در سال ۳۹۸ هجری قمری راهی بغداد شد.
وی یک سال و هفت ماه در بغداد ماند و به خاطر شنیدن خبر بیماری مادرش به معره بازگشت. ابوالعلا پس از بازگشت به معره گوشه‌نشینی اختیار کرد تا سرانجام به سال ۴۴۹ هجری قمری و در ۸۶ سالگی، پس از سه روز بیماری که در آن قوای ذهنی خود را از دست داد، چشم از جهان فروبست.

## ضدیت با ادیان
تعدّد آثارِ معرّی و تلوّنِ فکریِ او در دورانهای مختلفِ حیاتش باعث شده تا در بابِ او قضاوت های گوناگونی شود. تا جایی که او را کافر، شکاک یا زندیق، ملحد، معارض قرآن، منکر رسالت نبوی، متمایل به مذهب هندوان و براهمه، مانوی و مزدکی یا حتى باطنيه و ... لقب داده اند.
هرچه که هست، وی دارای اندیشه ای ناآرام  بوده و آثارش گواهِ این نا آرمی روحی وی ناشی از نابینائی اوست.

## اشعار
گروهی از پژوهش گرانی که به بررسی مطالب فلسفی می‌پردازند، بر این باورند که ابوالعلا مردی شکاک و حیرت‌زده و نقیض گو بوده‌است. آنان پندارهای خود را با تک بیتی‌هایی که از لزومیات ابوالعلا تلخیص کرده‌اند دست مایه قرار می‌دهند.

ابوالعلا به همه‌چیز و همه‌کس بدبین بود. وی هم‌چنین به زن‌ها بدبین بود و وجود آن‌ها را مایهٔ فساد می‌دانست:
الا ان نساء حبال غی/ بهن یضیع الشرف التلید
زنان دام‌های گم‌راهی اند که شرف موروثی به دست آنان تباه می‌شود.
واشعار دیگر ازین دستٰ نه تنها دربارهٔ زنان که دربارهٔ همهٔ موجودات: حنفیان گمراهند، و مسیحیان راه به جایی نبرده‌اند، جهودان سرگردان و مجوسان سر گشته‌اند. ساکنان خاک دو گروه‌اند: نخست آنان که عاقلند و دین ندارند و دومین گروه دین دارانند که از عقل شان بهره‌ای نمی‌برند.
هفت الحنیفه و النصاری ما اهتدوا /
و یهود حارت و المجوس مضلله

اثنان اهل الارض ذوعقل بلا دین /
و آخر دیّنُ لا عقل له
او هم‌چنین خود را اسیر سه زندان می‌بیند:
ارانی فی ثلاثه من سجونی /
فلانال عن خبر النبیث

لفقد ناظری و لزوم بیتی /
و کون نفس فی الجسد خبیث

«خود را اسیر سه زندان نامیمون می‌بینم و تو هم ازین رویداد نامیمون چیزی ن‍پرس. سه زندان من عبارتند از :کوری، خانه‌نشینی و قرار داشتن روح در جسمی پلید و ناپاک.»

## گیاه‌خواری
استادِ دانشمند، جناب دکتر فرشاد عربی حفظهمُ الله، که در آثار و احوال این ابدالِ شام، غورها و پژوهشها داشته اند، در اینباره نوشته اند :
شیخِ معرّه در شمارِ نخستین کسانی است که در جهانِ اسلام از گوشتخواری پرهیز و به گیاهخواری گرایش داشته است. امروزه این گرایش در قالب گروه های مردم‌نهاد به شکلی منسجم و مُبتنی بر دست‌یافت‌های علمی در مسیرِ تداوم و افزونی است.

آن حکیم عزلت گزین برای نوع حیوانات هم همچون انسان حق حیات قائل است تا آنجا که گاهی هیچ فرقی میان انسان و حیوان نمی دیده است:
إن البهائم مثل الإنس غافله
وإنما نحن بهم ذات أرباق
... و یا عوعوِ سگان را از گفتار برخی آدمیان برتر دانسته:
سببت بالكلب فأنكرته
والكلب خير منك إذ يَنبحُ
یا مردمان را انبوهی از ماران دیده است که در دریایی از آزار و شرور شناورند:
والخلق حيتان لجه لعبت
وفي بحار من الأذى سبحوا
گاهی معتقد است یک مرکوب که سواری میدهد یا به دست انسان مذبوح می شود، بسیار کم آزارتر و نافع تر از آدمی است:
أقل منهم شراً و مرزيه
ما ركبوا للسرى وما ذبحوا 
او گله شتران باردار و بالغ را که خواهان تمجید و شیفته مدح و ستایش نیستند، از نوع انسان برتر میداند:
فهل فرحت بالحَمدِ خَيل سوابق
وبالمدح تلك المثقلات البوازل
برای همین است که در قالب بیتی، بانگ بر میدارد که از خدا بترسید و در حق زنبور جفا روا مدارید که آنچه در کندو فراهم می آورد، اندوخته و اسباب حیات اوست:
خفِ الله حتى في جنى النَّحْلِ ذُقته
فما جمعت إلا لأنفسها الدبر

## در وصف او
ناصرخسرو در وصف وی گوید:
و آب شهر از باران و چاه باشد در آن مردی بود که ابوالعلاء معری می‌گفتند نابینا بود و رئیس شهر او بود. نعمتی بسیار داشت و بندگان و کارگران فراوان و خود همه شهر او را چون بندگان بودند و خود طریق زهد پیش گرفته بود گلیمی پوشیده و در خانه نشسته بود. نیم من نان جوین را تبه کرده که جز آن هیچ نخورد و من این معنی شنیدم که در سرای بازنهاده است و نواب و ملازمان او کار شهر می‌سازند مگر به کلیات که رجوعی به او کنند و وی نعمت خویش از هیچ‌کس دریغ ندارد و خود صائم اللیل باشد و به هیچ شغل دنیا مشغول نشود، و این مرد در شعر وادب به درجه‌ای است که افاضل شام و مغرب و عراق مقرند که در این عصر کسی به پایهٔ او نبوده‌است و نیست، و کتابی ساخته‌است آن را الفصول و الغایات فی تمجید الله و المواعظ نام نهاده و سخن‌ها آورده‌است مرموز و مثل‌ها به الفاظ فصیح و عجیب که مردم بر آن واقف نمی‌شوند مگر بر بعضی اندک و آن کسی نیز که بر وی خواند، چنان او را تهمت کردند که تو این کتاب را به معارضهٔ قرآن کرده‌ای؛ و پیوسته زیادت از دویست کس از اطراف آمده باشند و پیش او ادب و شعر خوانند و شنیدم که او را زیادت ازصد هزار بیت شعر باشد، کسی از وی پرسید که ایزد تبارک و تعالی این همه مال ومنال تو را داده‌است چه سبب است که مردم را می‌دهی و خویشتن نمی‌خوری. جواب داد که مرا بیش از این نیست که می‌خورم و چون من آن جا رسیدم این مرد هنوز در حیات بود.
ابن عدیم هم گفته‌است:
 من واژه‌ای نمی‌شناسم که عرب بر زبان رانده و معری آن را ندانسته باشد.
حسین خدیوجم هم دربارهٔ ابوالعلاء معری چنین سروده‌است:
| جاودان یاد و روانشاد «معری حکیم» |  | -تیره جشمی که نهان بین و خرد آیین است- |
| گفت بر سنگ مزارش بنویسند چنین:   |  | «آن گناهی که پدر کرد و نکردم این است»  |

## آثار
گفته می‌شود شمار تصنیفات معری از ۱۰۰ می‌گذرد. آثار او در زمینه‌های گوناگون لغت، ادب و نقد گرد آمده‌است. بسیاری از آثار او در پی جنگ‌های صلیبی و سقوط معره نعمان از میان رفت، ولی مهم‌ترین آثاری که از او به دست ما رسیده عبارت اند از:
- لزومیات، دیوان اشعار ابولعلا که در آن خود را ملزوم به رعایت حروف قافیه نموده‌است.
- الأیک والغصون
- الاوزان و القوافی فی الشعر متنبی
- تاج الحرة
- عبث الولید
- شرح دیوان ابن ابی حصینه
- رسالة الغفران این کتاب را در پاسخ به نامهٔ دوست خود ابوالحسن علی ابن منصور معروف به ابن قارح نوشته‌است.
- دیوان سقط الزند شامل شعرهای دوران جوانی ابولعلا
- رسالة الصاهل والشاحج
- رسالة الملائکة
- رسالة الهناء
- رسالة الفصول والغایات الفصول و الغایات فی تمجید الله و المواعظ

- معجزة احمد دربارهٔ ابوطیب متنبی

## میراث
بعضی اشعار خیام به‌وضوح از اشعار معری تأثیر گرفته‌اند. مثلاً معری می‌گوید «أتترك ههنا الصهباء نقدًا/لما وعدوك من لبن وخمر» («آیا شرابِ نقدِ اینجا را وا می‌گذاری به خاطر آن که تو را به شیر و شراب [آن‌جهانی] وعده داده‌اند؟») که منبع این شعر خیام بوده است: «گویند بهشت و حور و کوثر باشد/جوی می و شیر و شهد و شکر باشد/پر کن قدح باده و بر دستم نه/نقدی ز هزار نسیه خوشتر باشد».
ابن وراق که یک فصل (فصل سیزدهم، «المعری») از کتاب «چرا مسلمان نیستم» را به ابوالعلاء معری اختصاص داده‌است، او را «سومین زندیق بزرگ اسلام» خوانده که «هیچ مسلمان راستینی تحمل شنیدن اشعار او را ندارد».